# Skin
Skin  er kunstnernavnet for sangerinden  Deborah Anne Dyer (født 3. august 1967 i  Brixton, London) er stadig bedst kendt som i 90'er-bandet Skunk Anansie, der på opsigtvækkende vis smeltede hård rock sammen med sort feministisk vrede på hitnumre som 'Weak' og 'Hedonism'.
Britiske Skin var med til at danne gruppen Skunk Anansie i starten af 90'erne. I 1994 gav de deres første koncert, og senere indspillede de deres debutalbum 'Paranoid and Sunburnt' på kun seks uger.
I 1996 kom det endelige gennembrud for gruppen med det hårdtrockende og politiske album 'Stoosh', der hittede med singlen 'Hedonism', der for en tid gjorde gruppen til et meget varmt navn – især på efterskoler og gymnasier. Efter at have udgivet albummet 'Post Orgasmic Chill' i 1999 lod gruppen sig opløse i 2001.
Skin gik derefter solo og udgav i 2003 albummet 'Fleshwounds', der viste en mere stille side, af den ellers normalt højtråbende kvinde. På 'Fake Chemical State' var Skin blevet træt af stilheden og hun skruede derfor igen helt op for både charmen og punkattituderne.
 Hun har udtalt sig offentligt imod Brexit.

## Diskografi

### Albums
- 1995: Paranoid and Sunburnt
- 1996: Stoosh
- 1999: Post Orgasmic Chill
- 2003: Fleshwounds
- 2006: Fake Chemical State
- 2010: Wonderlustre